# Lasse Vigen Christensen
Lasse Vigen Christensen (født 15. august 1994) er en dansk professionel fodboldspiller, der spiller som midtbane for Esbjerg FB.

## Karriere

### Tidlige år
Mens han spillede i Esbjerg, var han til prøvetræning i Arsenal,, men skiftede i stedet til FC Midtjyllands akademi. Efter halvandet år i FC Midtjylland var han til prøvetræning i Fulham i november 2011. Et par måneder senere, i januar 2012, skiftede han til Fulham.

### Fulham F.C.
Lasse Vigen Christensen fik sin debut for Fulham i FA Cups tredje runde mod Norwich City på Carrow Road og kom ind som indskifter i stedet for Steve Sidwell i det 84' minut i den modsatte kamp på Craven Cottage.
Vigen Christensen skrev den 30. januar 2014 under på en treårig aftale med Fulham, der holdt ham i klubben til sommeren 2017.
Den 27. januar 2017 blev det offentliggjort, at Lasse Vigen skiftede til Burton Albion F.C. på en lejeaftale af et halvt års varighed.

### Brøndby
Den 18. juli 2017 skrev Vigen en 4-årig kontrakt med Brøndby IF. Han fik en god start i Brøndby IF, idet han scorede fire mål i to Superligakampe: et debutmål i et 3-2-nederlag ude til FC Nordsjælland og et hattrick i en 5-3-sejr hjemme over Lyngby Boldklub, hvor han blev skiftet ind i pausen. Han blev på baggrund af disse præstationer kåret som månedens Superligaspiller i juli.. Vigen var målscorer, og en af banens bedste, på det Brøndby hold der den 24. maj 2021 slog FC Nordsjælland 2-0 og dermed sikrede sig det første danske mesterskab siden 2005.

### SV Zulte Waregem
Den 21 juni 2021, offentliggjorde Zulte Waregem at man havde hentet Vigen på en fri transfer på en to-årig kontrakt med option på et år mere der starter 1 juli.

## International karriere
Vigen Christensen var en del af den danske trup til U-21 Europamesterskabet i fodbold 2015.
U17 EM i Serbien 2011
U17 VM i Mexico 2011

## Hæder
Brøndby IF
- DBU Pokalen: 2017-18
- Superligaen: 2020-21

### Individuelt
Brøndby IF
- Månedens Superligaspiller, juli 2017[18]